# Eberstal (Ingelfingen)
Eberstal ist ein Teilort von Ingelfingen im Hohenlohekreis in Baden-Württemberg. Er befindet sich im Tal des Sindelbachs, eines Zuflusses der Jagst, hat eine Gemarkungsfläche von 5,97 km² und zählt 422 Einwohner. Von den Einheimischen wird der Ort auf Hohenlohisch auch Äberschdlich/Äberschtlich genannt.

## Geschichte
Um das Jahr 1100 wurde Eberstal in einer Schenkungsurkunde erstmals erwähnt; Mechthild von Stein schenkte dem Kloster Comburg Güter in Eberstal. Im 13. Jahrhundert gehörte der Ort zur Herrschaft Krautheim. Das Kloster Gnadental und das nahe Kloster Schöntal hatten Besitz im Ort; letzteres besaß seit der zweiten Hälfte des 14. Jahrhunderts offenbar alle Grundstücke im Ort. 1365 kam Eberstal zusammen mit Krautheim über die Grafen von Eberstal an Mainz.
1625/26 starben 171 Menschen in Eberstal an der Pest. Von 330 Einwohnern gegen Ende des 17. Jahrhunderts ging die Einwohnerzahl auf noch 240 Einwohner 1720 und 1775 zurück; erst zu Beginn des 19. Jahrhunderts wurde der alte Stand wieder erreicht.
Ab 1802/03 gehörte der Ort kurzzeitig dem Fürsten von Salm-Reifferscheidt-Bedburg, von dem 1804 Württemberg das Dorf erwarb. Die Rheinbundakte machte Eberstal 1806 endgültig württembergisch. Der Ort wurde dem Oberamt Schöntal zugeteilt, nach dessen Auflösung zum 3. November 1810 dem ein Jahr zuvor gegründeten Oberamt Ingelfingen, das 1811 zum Oberamt Künzelsau (dem späteren Landkreis Künzelsau) umbenannt wurde.
Im Rahmen der baden-württembergischen Gemeindereform zu Beginn der 1970er Jahre sollte Eberstal der neuen Gemeinde Schöntal zugeordnet werden. Bei einer Bürgeranhörung sprach sich aber die große Mehrheit der Bürger für die Eingemeindung nach Ingelfingen aus, die am 1. September 1973 erfolgte.

## Religionen
Eberstal gehörte zum Bistum Würzburg. Es war Filialgemeinde des benachbarten Marlach (heute Gemeinde Schöntal) und wurde dann 1475 Filialgemeinde des ebenfalls benachbarten Dörrenzimmern. 1572 wurde es mit diesem lutherisch. 1602 schickte der Würzburger Bischof Julius Echter von Mespelbrunn Kanoniker nach Eberstal, die den Ort rekatholisieren sollten. Kurmainz verbot den Eberstalern 1604 den Besuch der (lutherischen) Kirche in Dörrenzimmern; Eberstal wurde 1604/05 Filialgemeinde von Sindeldorf, eines weiteren benachbarten Ortes. 1618 waren alle Eberstaler wieder katholisch. Mit Sindeldorf kam Eberstal über das Generalvikariat Ellwangen 1821/28 zum Bistum Rottenburg. 1833 erhielt Eberstal eine eigene Pfarrei mit den benachbarten Orten Diebach und Dörrenzimmern sowie dem zu Dörrenzimmern gehörenden Stachenhausen als Filialgemeinden. 1925 waren 99,4 % der Bevölkerung Katholiken, 1950 immer noch 98,4 %. Auch heute noch ist die Mehrzahl der Bevölkerung katholisch. Die evangelischen Bewohner gehören zur Kirchengemeinde Dörrenzimmern.
Die älteste Kirche Eberstals stammt wahrscheinlich von 1604/05 und war dem Heiligen Leonhard geweiht. Vor 1738 wechselte das Patrozinium zum Heiligen Rochus, dem Schutzpatron der Pestkranken, vielleicht aufgrund des starken Bevölkerungsverlustes im frühen 18. Jahrhundert. Anstelle der Leonhardskapelle wurde 1827/28 und erneut 1923/28 eine Pfarrkirche St. Rochus erbaut.

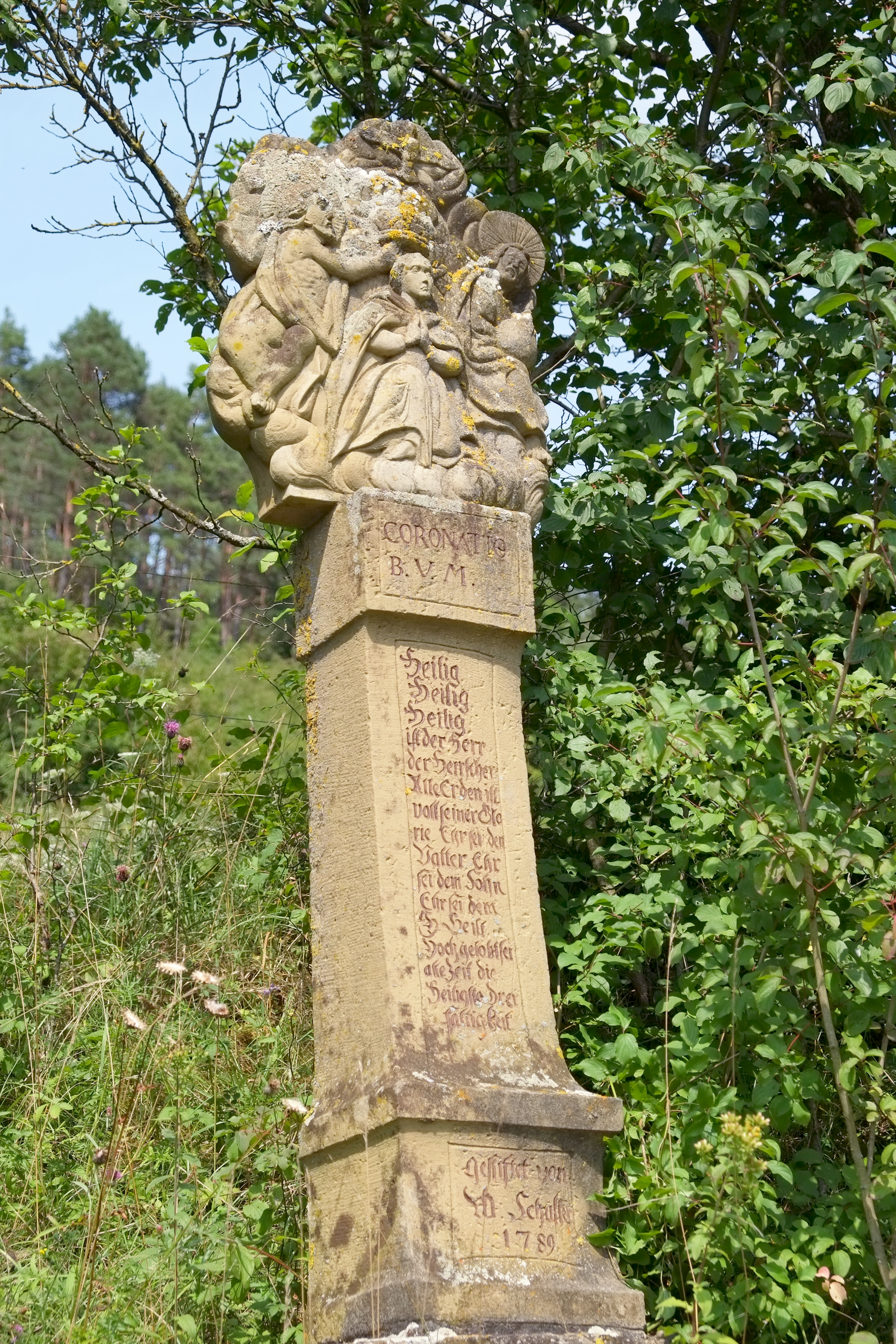
Bildstock bei Eberstal

## Kultur und Sehenswertes
Die katholische Pfarrkirche St. Rochus stammt von 1923/28, das Pfarrhaus von 1831 (umgebaut 1923). An der Hohen Straße bei Diebach befindet sich eine hohle Eiche.
Eberstal verfügt über diverse Vereine, darunter Blaskapelle, Männergesangverein, Frauenbund und Freiwillige Feuerwehr.